# .bz
.bz е интернет домейн от първо ниво за Белиз.
Администрира се от университета в Белиз. Представен е през 1991 г.

## Домейни от второ ниво
- com.bz
- edu.bz
- gov.bz
- net.bz
- org.bz